# Île Longue (Peros Banhos)
Ile Longue (Dugi otok) je otok površine 26 ha na atolu Peros Banhos u otočju Chagos Britanskog teritorija Indijskog oceana.
Dio je strogog prirodnog rezervata Peros Banhos. BirdLife International ga je označio kao važno područje za ptice zbog njegovog značaja kao mjesta za razmnožavanje crnoleđih čigri, od kojih je 32 000 parova zabilježeno u istraživanju 2004. godine.